# Dinastías meridionales y septentrionales

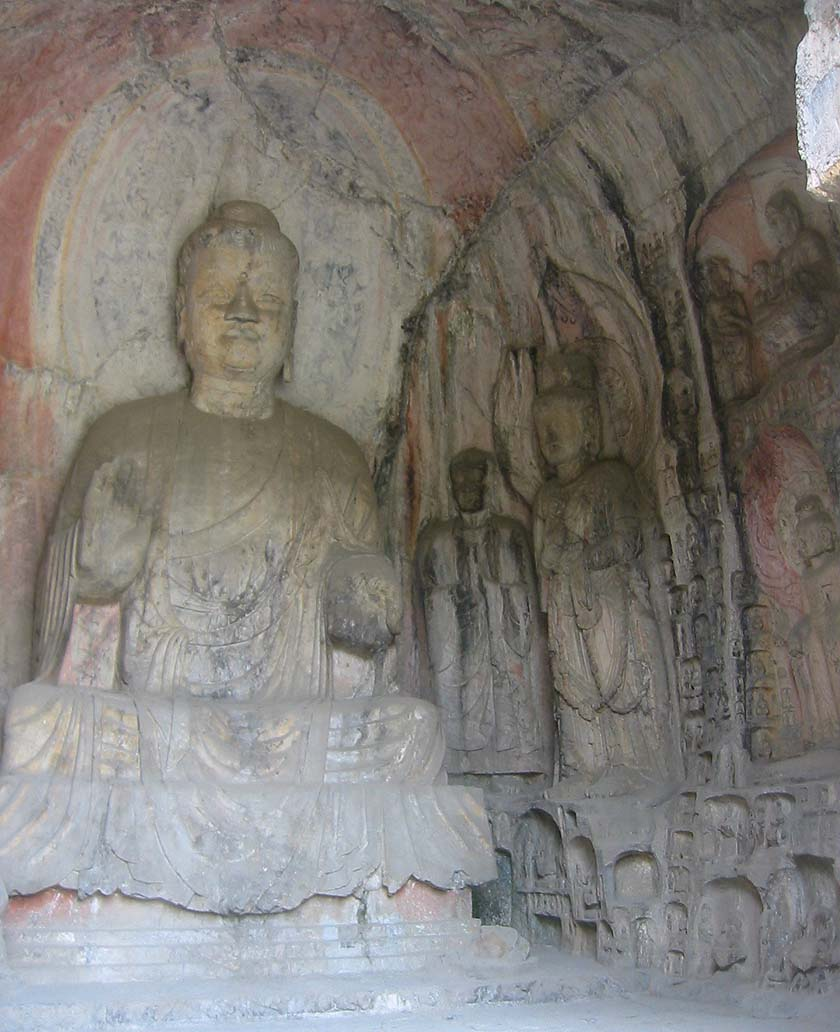
Esculturas budistas de la época de la dinastía Wei del Norte en las cuevas de Longmen, cercanas a Luoyang.

Dinastías meridionales y septentrionales (en chino, 南北朝; pinyin, Nánběicháo) es el nombre que recibe en la periodización tradicional de la historia de China la etapa de desunión que siguió a la caída de la dinastía Jin, y que duró desde el año 420 hasta el año 589. Durante estos años, el sur y el norte de China estuvieron gobernados por dinastías diferentes.
En realidad, la división había comenzado mucho años antes, con la invasión del norte de China por parte de pueblos nómadas no chinos procedentes del norte. En el año 316, la capital de la dinastía Jin, Luoyang, fue destruida en una invasión de los tuoba o tabgach, pueblo que fundaría en el año 386 la dinastía Wei del Norte. La dinastía Jin se vio obligada a refugiarse en el sur y los territorios de cultura china permanecerían divididos en dos entidades políticas hasta la reunificación lograda por la dinastía Sui en 589.
Aunque el norte ya estaba por entonces en manos de la primera de las dinastías septentrionales, los Wei del Norte, la fecha de comienzo de este periodo histórico se sitúa de manera convencional en el año 420, cuando la dinastía Jin refugiada en el sur llegó a su fin, y fue remplazada por la primera de las dinastías meridionales, la dinastía Liu-Song. El periodo llega a su fin cuando la dinastía Sui, proclamada en el norte en 581, derrota a la última de las dinastías meridionales, la dinastía Chen, en el año 589.
A pesar de la división política y de los enfrentamientos entre el norte y el sur, esta época se caracterizó por una intensa actividad artística debida fundamentalmente a la difusión del budismo, religión procedente de India, que, bajo el patrocinio de algunos emperadores, y pese a las persecuciones por parte de otros, se convertiría en una parte inseparable de la cultura china que se ha mantenido hasta nuestros días.

## Lista de las dinastías

### Dinastías septentrionales
- Wei del Norte (北魏 Běi Wèi), 386 - 534.
- Wei del Este (東魏 Dōng Wèi), 534 - 550.
- Wei del Oeste (西魏 Xī Wèi), 535 - 557.
- Qi del Norte (北齊 Běi Qí), 550 - 577.
- Zhou del Norte (北周 Běi Zhōu), 577 - 581.

### Dinastías meridionales
- Liu Song (宋 Sòng), 420 - 479.
- Qi del Sur (南齊 Nán Qí), 479 - 502.
- Liang (梁 Liáng), 502 - 557.
- Chen (陳 Chén), 557 - 589.

## Dinastías septentrionales

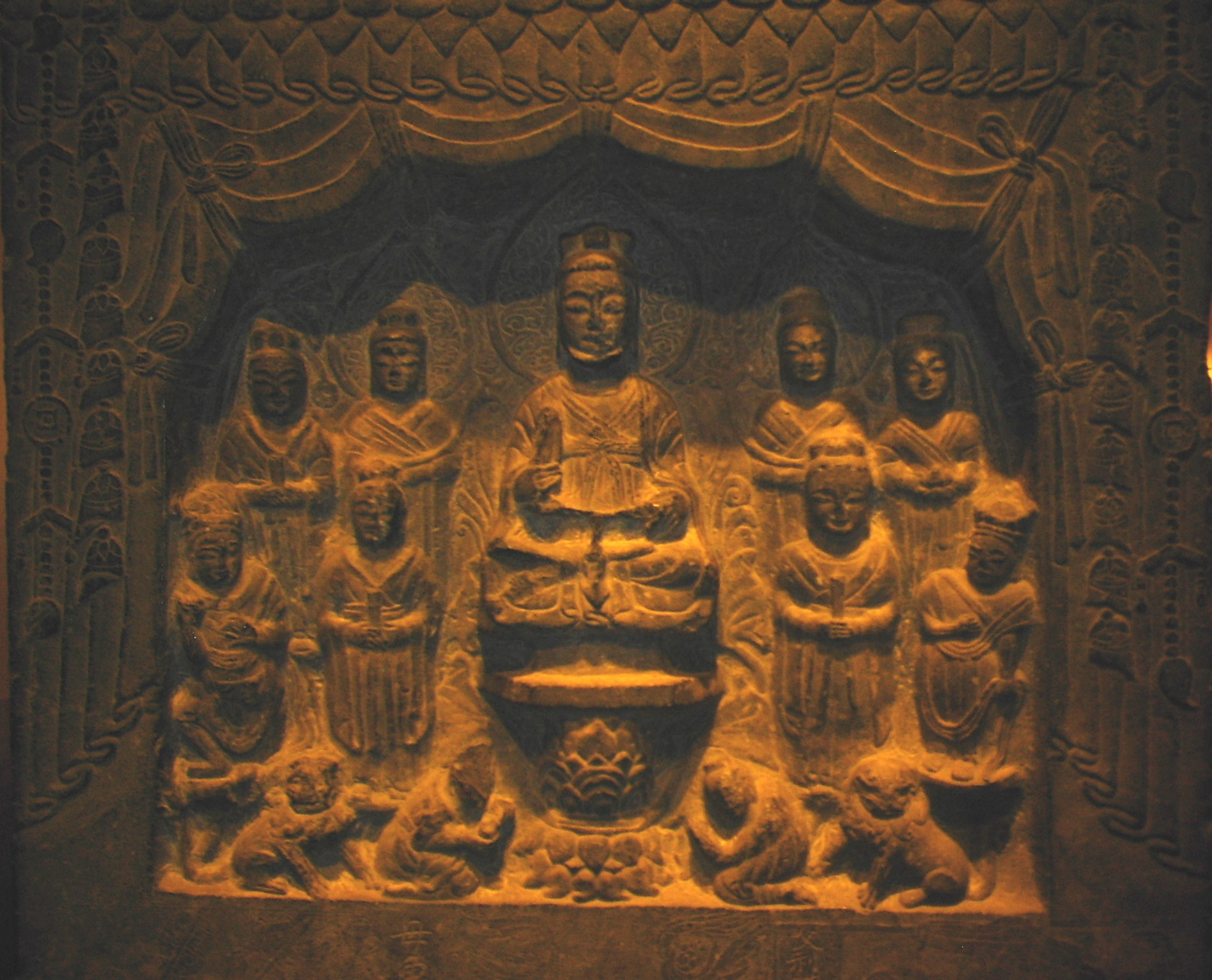
Zhou del Norte, Estela taoísta hecha de piedra caliza, 572.

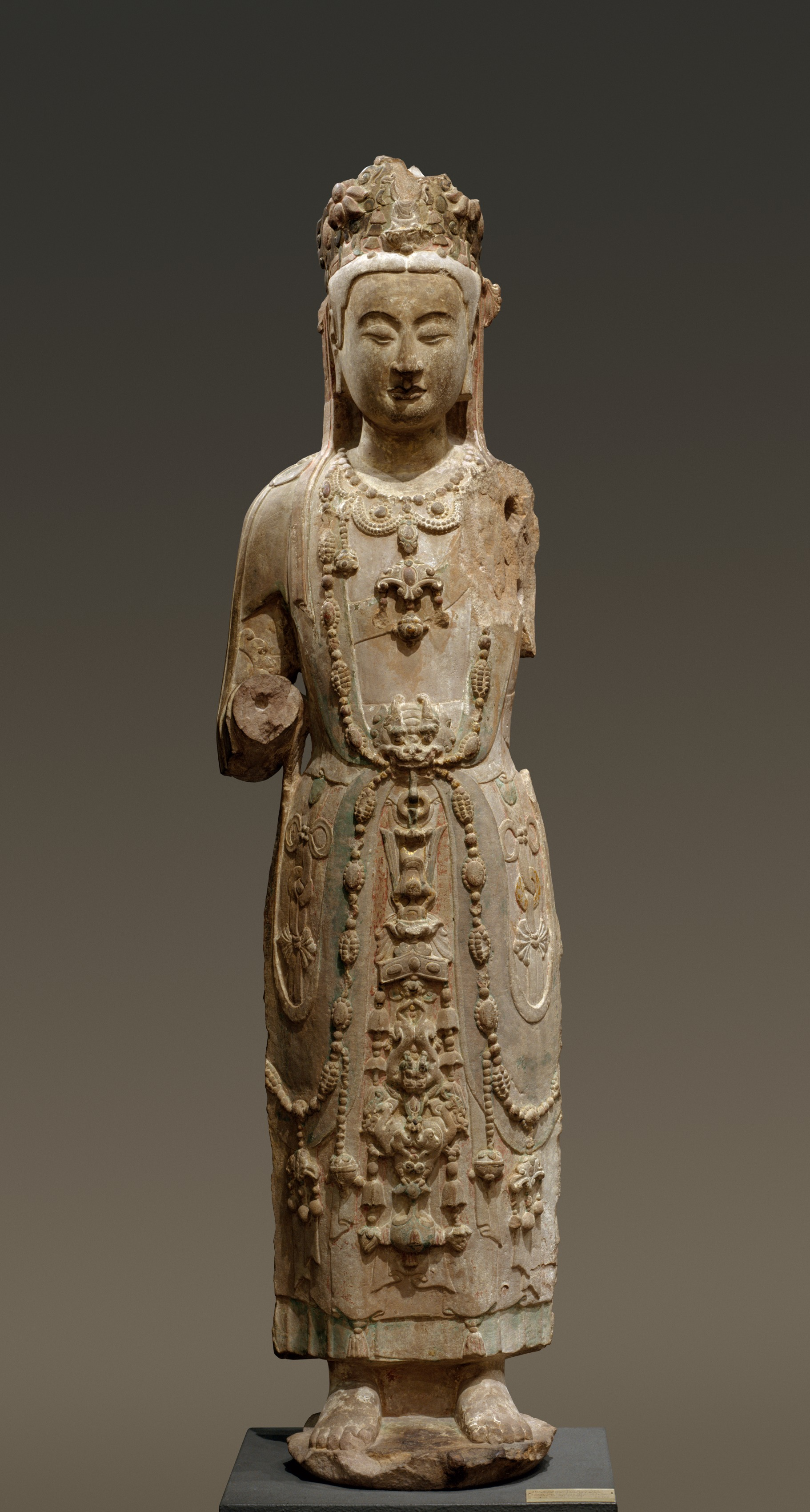
Estatua de arenisca policromada de Guanyin, 575.

Las dinastías del Norte comenzaron en el año 439 cuando la Wei del Norte conquistó a la Liang del Norte para unificar el norte de China y terminaron en el año 589 cuando la dinastía Sui extinguió a la dinastía Chen. Se puede dividir en tres periodos de tiempo: Wei del Norte; Este y Wei del Oeste; Qi del Norte y Zhou del Norte. Los Wei del Norte, del Este y del Oeste junto con los Zhou del Norte fueron establecidos por el pueblo Xianbei mientras que los Qi del Norte fueron establecidos por bárbaros sinicizados.
En el norte, los clanes locales de la nobleza china Han se habían consolidado construyendo aldeas fortificadas. Un clan se forjaba un feudo de facto a través de una comunidad de autodefensa familiar muy cohesionada. Las familias de campesinos menores trabajaban para el clan dominante como arrendatarios o siervos. Esto era una respuesta al caótico entorno político, y estas familias de la alta burguesía china Han evitaban en gran medida el servicio gubernamental antes de que la corte de Wei del Norte lanzara el movimiento de sinicización. Por tanto, la alta burguesía del norte estaba muy militarizada en comparación con los refinados aristócratas del sur, y esta distinción persistió hasta bien entrada la dinastía Sui y Tang, siglos después.

### Surgimiento de Wei del Norte (386-535) y el movimiento de sinicización
En el período de los Dieciséis Reinos, la familia Tuoba de los Xianbei eran los gobernantes del estado de Dai (Dieciséis Reinos). Aunque fue conquistado por los Antiguos Qin, la derrota de los Antiguos Qin en la Batalla del Río Fei supuso el colapso de los Antiguos Qin. El nieto del último príncipe de Dai Tuoba Shiyijian, el Tuoba Gui restauró la fortuna del clan Tuoba, rebautizando su estado como Wei (ahora conocido como Wei del Norte) con su capital en Shengle (cerca de la moderna Hohhot).  Bajo el gobierno de los emperadores Daowu (Tuoba Gui), Mingyuan, y Taiwu, el Wei del Norte se expandió progresivamente. El establecimiento del primer estado de Wei del Norte y la economía también se debieron en gran medida a la pareja de padre e hijo de Cui Hong y Cui Hao. Tuoba Gui participó en numerosos conflictos con los Yan posteriores que terminaron favorablemente para los Wei del Norte después de que recibieran la ayuda de Zhang Gun que les permitió destruir el ejército de los Yan posteriores en la Batalla de la Ladera de Canhe. Tras esta victoria, Tuoba Gui conquistó la capital de los Yan posteriores, Pingcheng (la actual Datong). Ese mismo año se declaró emperador Daowu.
Debido a la crueldad del emperador Daowu, fue asesinado por su hijo Tuoba Shao, pero el príncipe heredero Tuoba Si logró derrotar a Tuoba Shao y tomó el trono como emperador Mingyuan. Aunque consiguió conquistar la provincia de Henan de Liu Song, murió poco después. El hijo del emperador Mingyuan, Tuoba Tao, subió al trono como emperador Taiwu. Debido a los enérgicos esfuerzos del emperador Taiwu, la fuerza de Wei del Norte aumentó enormemente, lo que les permitió atacar repetidamente a Liu Song. Después de hacer frente a la amenaza de Rouran en su flanco norte, se comprometió en una guerra para unir el norte de China. Con la caída de los Liang del Norte en el 439, el emperador Taiwu unió el norte de China, poniendo fin al periodo de los Dieciséis Reinos y comenzando el periodo de las dinastías del Norte y del Sur con sus rivales del sur, los Liu Song.
Aunque fue una época de gran fuerza militar para los Wei del Norte, debido al acoso de los Rouran en el norte, no pudieron centrarse plenamente en sus expediciones al sur. Después de unir el norte, el emperador Taiwu también conquistó el fuerte reino de Shanshan y sometió a los demás reinos de Xiyu, o las Regiones Occidentales. En 450, el emperador Taiwu volvió a atacar a los Liu Song y llegó a Guabu (瓜步, en la moderna Nanjing, Jiangsu), amenazando con cruzar el río para atacar Jiankang, la capital de los Liu Song. Aunque hasta ese momento las fuerzas militares de Wei del Norte dominaban a las de Liu Song, sufrieron grandes bajas. Las fuerzas de Wei del Norte saquearon numerosos hogares antes de regresar al norte.

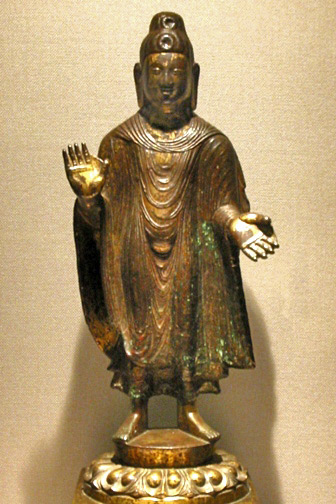
Wei del Norte; Estatuilla de bronce dorado del Buda Maitreya, 443.

En este momento, los seguidores del budista Gai Wu (蓋吳) se rebelaron. Tras pacificar esta rebelión, el emperador Taiwu, bajo el consejo de su primer ministro taoísta Cui Hao, proscribió el budismo, en el primero de los Tres desastres de Wu. En esta etapa tardía de su vida, el emperador Taiwu impuso crueles castigos, que le llevaron a la muerte en el 452 a manos del eunuco Zong Ai. Esto desencadenó una agitación que sólo terminó con la ascensión del Emperador Wencheng ese mismo año.
En la primera mitad de la dinastía Wei del Norte (386-534), las tribus esteparias Xianbei que dominaban el norte de China mantuvieron una política de estricta distinción social entre ellas y sus súbditos chinos. Los chinos eran reclutados en la burocracia, empleados como funcionarios para recaudar impuestos, etc. Sin embargo, los chinos quedaban fuera de muchos puestos de poder. También representaban la minoría de la población donde se encontraban los centros de poder.
En el año 446 una rebelión étnica Qiang fue aplastada por los Wei del Norte. Wang Yu (王遇) era un eunuco de la etnia Qiang y es posible que fuera castrado durante la rebelión, ya que los Wei del Norte castrarían a la élite joven de la tribu rebelde. La ciudad de Lirun de la prefectura de Fengyi, según el Weishu, fue donde nació Wang Yu, Lirun estaba al noreste de Xi'ans por 100 millas y la actual Chengcheng se encuentra en su sitio. Wang Yu patrocinó el budismo y en el año 488 hizo construir un templo en su lugar de nacimiento.
La transformación social y cultural generalizada en el norte de China llegó con el emperador Xiaowen de Wei del Norte (reinó 471-499), cuyo padre era un xianbei, pero cuya madre era china. Aunque del Tuoba Clan de la tribu Xianbei, el emperador Xiaowen hizo valer su doble identidad xianbei-china, rebautizando su propio clan con el nombre chino Yuan (元 que significa "elemental" u "origen"). En el año 493, el emperador Xiaowen instituyó un nuevo programa de significación que hizo que las élites xianbei se ajustaran a muchas normas chinas. Estas reformas sociales incluían vestirse con ropa china (prohibiendo la ropa xianbei en la corte), aprender el idioma chino (si se tenía menos de treinta años), aplicar apellidos chinos de un solo carácter a las familias xianbei y animar a los clanes de familias xianbei y chinas de alto rango a casarse entre sí. El emperador Xiaowen también trasladó la capital de Pingcheng a uno de los antiguos emplazamientos imperiales de China, Luoyang, que había sido la capital durante las anteriores dinastías Han Oriental y Jin Occidental. La nueva capital de Luoyang fue revitalizada y transformada, con unos 150.000 Xianbei y otros guerreros del norte trasladados del norte al sur para llenar las nuevas filas de la capital en el año 495. En un par de décadas, la población se elevó a cerca de medio millón de residentes y fue famosa por albergar más de mil templos budistas. Los desertores del sur, como Wang Su, de la prestigiosa familia Langye Wang, fueron ampliamente acomodados y se sintieron como en casa con el establecimiento de su propio barrio Wu en Luoyang (este barrio de la ciudad albergaba a más de tres mil familias). Incluso se les servía té (que en esta época estaba ganando popularidad en el sur de China) en la corte, en lugar de las bebidas de yogur habituales en el norte.

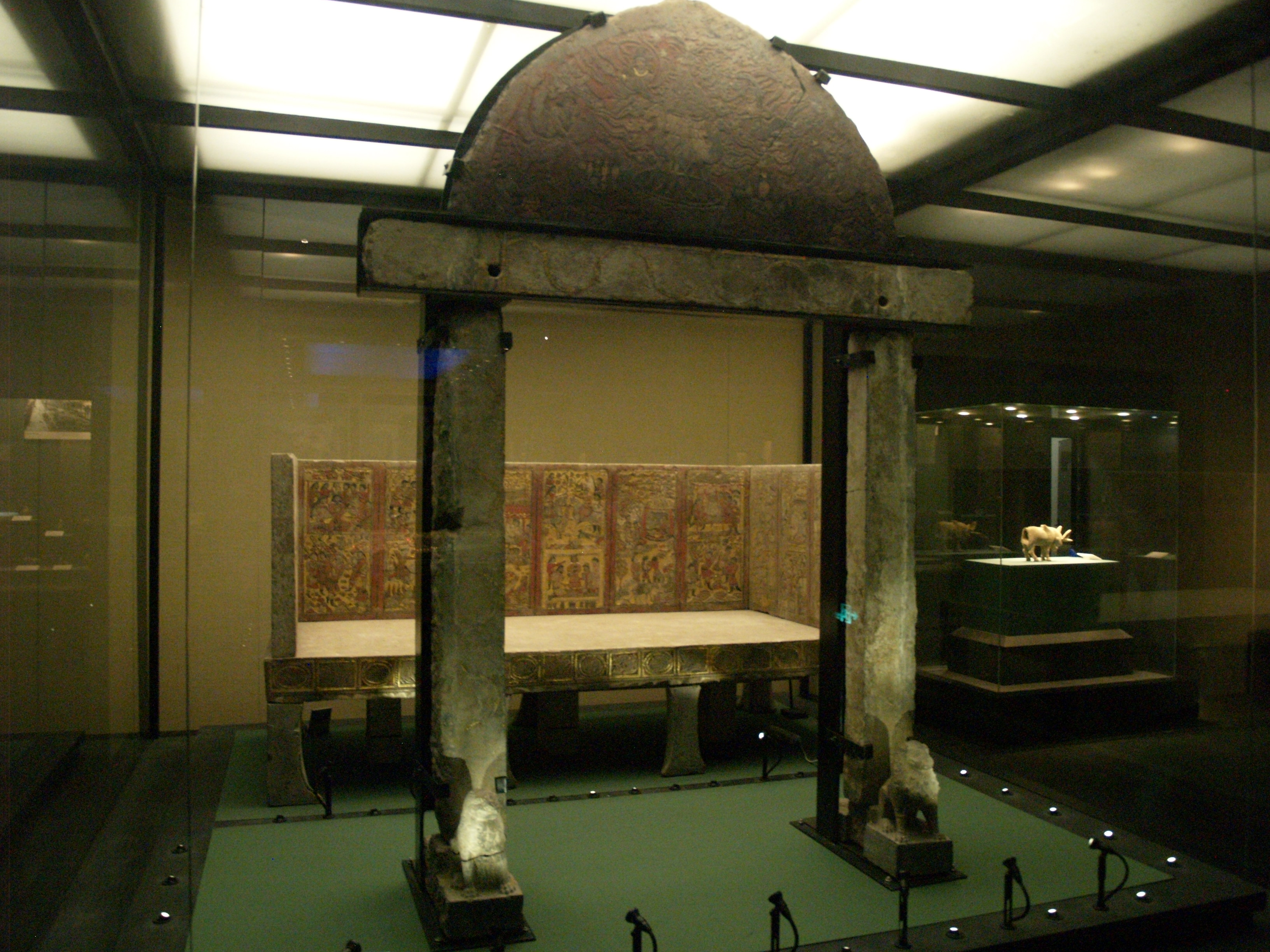
La puerta de piedra de la tumba del noble sogdiano An Jia, periodo Zhou del Norte, excavada en Xi'an. Anjia ostentaba el título de Sar-pav de la Prefectura de Tongzhou y se encargaba de los asuntos comerciales de los [[Ruta de la Seda]|comerciantes extranjeros]] llegados de Asia Central, que hacían negocios en China. Dos leones flanquean la puerta de piedra, y el dintel está tallado con una escena de sacrificio del zoroastrismo.

En el año 523, el príncipe Dongyang del Wei del Norte fue enviado a Dunhuang para servir como su gobernador durante un período de quince años. Con la fuerza religiosa del budismo ganando aceptación en la sociedad china, el príncipe Dongyang y las familias ricas locales se propusieron establecer un proyecto monumental en honor del budismo, tallando y decorando la Cueva 285 de las Cuevas de Mogao con hermosas estatuas y murales. Esta promoción de las artes continuaría durante siglos en Dunhuang y es ahora una de las mayores atracciones turísticas de China.
Los Wei del Norte empezaron a organizar que las élites chinas Han se casaran con las hijas de la familia real Xianbei Tuoba en la década de 480. Más del cincuenta por ciento de las princesas Tuoba Xianbei de Wei del Norte estaban casadas con hombres chinos Han del sur de las familias imperiales y aristócratas del sur de China de las dinastías del Sur que desertaron y se trasladaron al norte para unirse al Wei del Norte. Algunos chinos Han exiliados de la realeza huyeron del sur de China y desertaron a los Xianbei. Varias hijas del emperador Xiaowen de Wei del Norte Xianbei se casaron entre la élite china Han, la Liu Song real Liu Hui (刘辉), se casó con la princesa Lanling (蘭陵公主) de Wei del Norte,> La princesa Huayang (華陽公主) a Sima Fei (司馬朏), descendiente de la realeza de la dinastía Jin (266-420), la princesa Jinan (濟南公主) de Lu Daoqian (盧道虔), la princesa Nanyang (南阳长公主) de Xiao Baoyin (萧宝夤), miembro de la realeza de Qi del Sur. La hermana del emperador Xiaozhuang de Wei del Norte, la princesa Shouyang, se casó con el hijo del dinastía Liang gobernante emperador Wu de Liang, Xiao Zong 蕭綜. Una de las hermanas del Emperador Xiaowu de Wei del Norte estaba casada con Zhang Huan, un chino Han, según el Libro de Zhou (Zhoushu). Su nombre aparece como Zhang Xin en el Libro de Qi del Norte (Bei Qishu) y Historia de las Dinastías del Norte (Beishi) que mencionan su matrimonio con una princesa Xianbei de Wei. Su nombre personal fue cambiado debido a un tabú de nombres sobre el nombre del emperador. Era hijo de Zhang Qiong.
Cuando terminó la dinastía Jin Oriental, Wei del Norte recibió al príncipe chino Han Jin Sima Chuzhi (司馬楚之) como refugiado. Una princesa de Wei del Norte se casó con Sima Chuzhi, dando a luz a Sima Jinlong (司馬金龍). Liang del Norte La hija del rey xiongnu Juqu Mujian se casó con Sima Jinlong.

### División en Wei Oriental (534-550) y Wei Occidental (535-557)
En ese mismo año de 523 se produjo una revuelta de varias guarniciones militares, la Rebelión de las Seis Guarniciones (Liu Zhen), provocada por una escasez de alimentos al norte de Luoyang. Después de que ésta fuera reprimida, el gobierno hizo que 200.000 rebeldes de las guarniciones que se habían rendido se desplegaran en Hebei, lo que se demostró más tarde como un error cuando un antiguo oficial de la guarnición organizó otra rebelión en los años 526-527. La causa de estas guerras fue la creciente ruptura entre la aristocracia gobernante, que cada vez adoptaba más políticas y estilos de vida sedentarios al estilo chino, y sus ejércitos tribales nómadas, que seguían conservando el antiguo modo de vida estepario.
La corte de Wei fue traicionada por uno de sus propios generales, que hizo que la emperatriz viuda y el joven emperador fueran arrojados al río Amarillo mientras establecía su propio gobernante títere para mantener la autoridad. A medida que aumentaba el conflicto en el norte entre los sucesivos líderes, Gao Huan se hizo con el control del este y de Luoyang (manteniendo al emperador Xiaojing de Wei Oriental como gobernante títere) en el año 534, mientras que su rival Yuwen Tai se hizo con el control del oeste y de la tradicional capital china de Chang'an en el año 535. El régimen occidental estaba dominado por los nobles sinicizados y sus burócratas chinos Han, mientras que el régimen oriental estaba controlado por las tribus esteparias tradicionales.

### Qi del Norte (550-577) y Zhou del Norte (557-581)

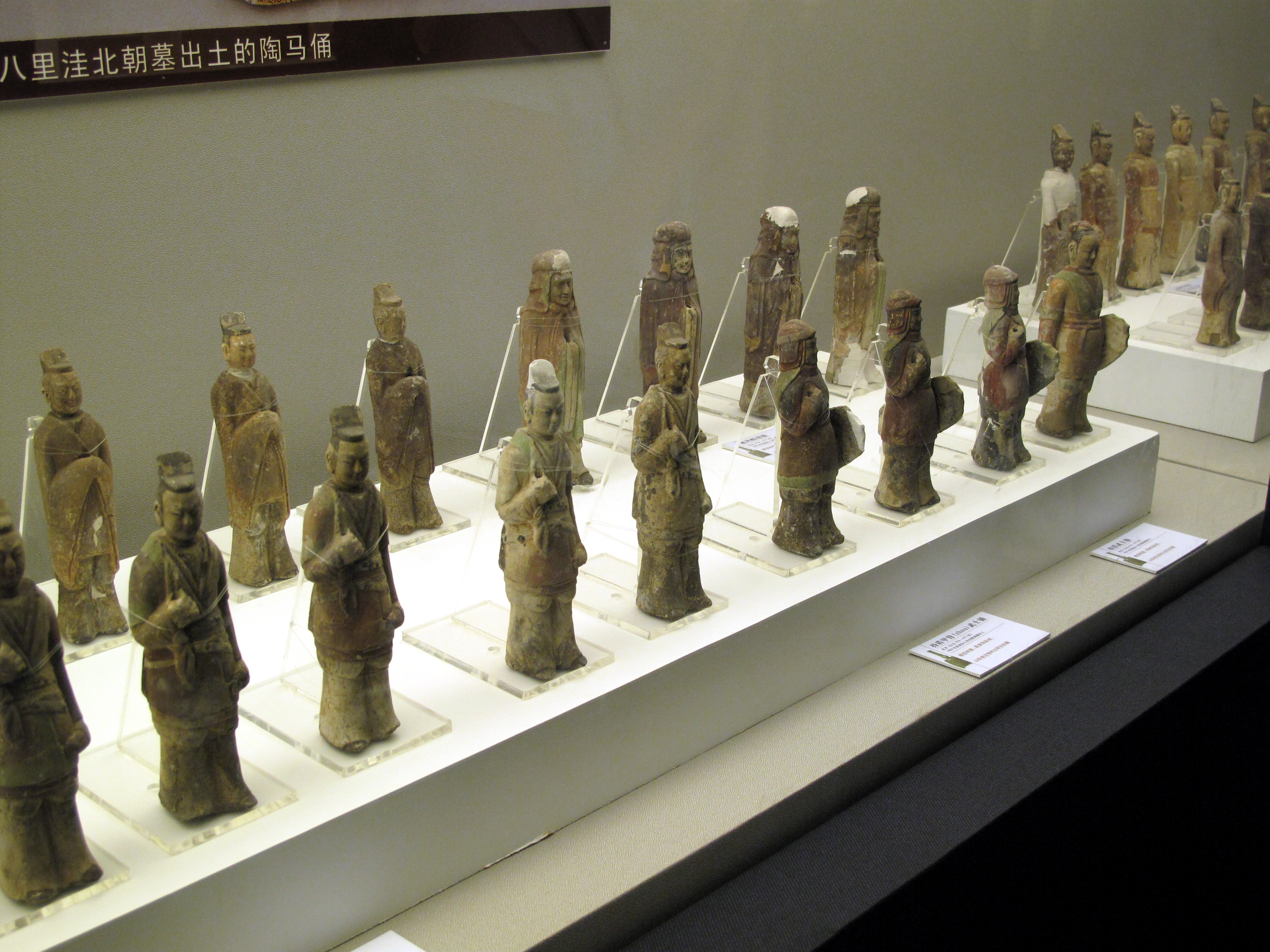
Soldados de Qi del Norte.

Finalmente, el hijo de Gao Huan Gao Yang obligó al emperador Wei del Este a abdicar en favor de su pretensión al trono, estableciendo la dinastía Qi del Norte (551-577). Posteriormente, el hijo de Yuwen Tai Yuwen Jue se hizo con el trono del poder del emperador Gong de Wei Occidental, estableciendo la dinastía Zhou del Norte (557-580). La dinastía Zhou del Norte fue capaz de derrotar y conquistar Qi del Norte en 577, reunificando el norte. Sin embargo, este éxito duró poco, ya que la Zhou del Norte fue derrocada en 581 por Yang Jian, que se convirtió en el emperador Wen de Sui.
Con un mayor poder militar y moral, junto con una propaganda convincente de que el gobernante de la dinastía Chen Chen Shubao era un gobernante decadente que había perdido el Mandato del Cielo, la dinastía Sui fue capaz de conquistar efectivamente el sur. Tras esta conquista, toda China entró en una nueva edad de oro de reunificación bajo la centralización de la efímera dinastía Sui y la sucesiva dinastía Tang (618-907).
El núcleo de la élite de las dinastías del Norte, clanes militares de cultura mixta y etnia mixta, formaría más tarde también la élite fundadora de las dinastías Sui y Tang. Por ello, tendían a tener un enfoque flexible hacia los nómadas esteparios, considerándolos como posibles socios más que como enemigos intrínsecos.

## Dinastías meridionales

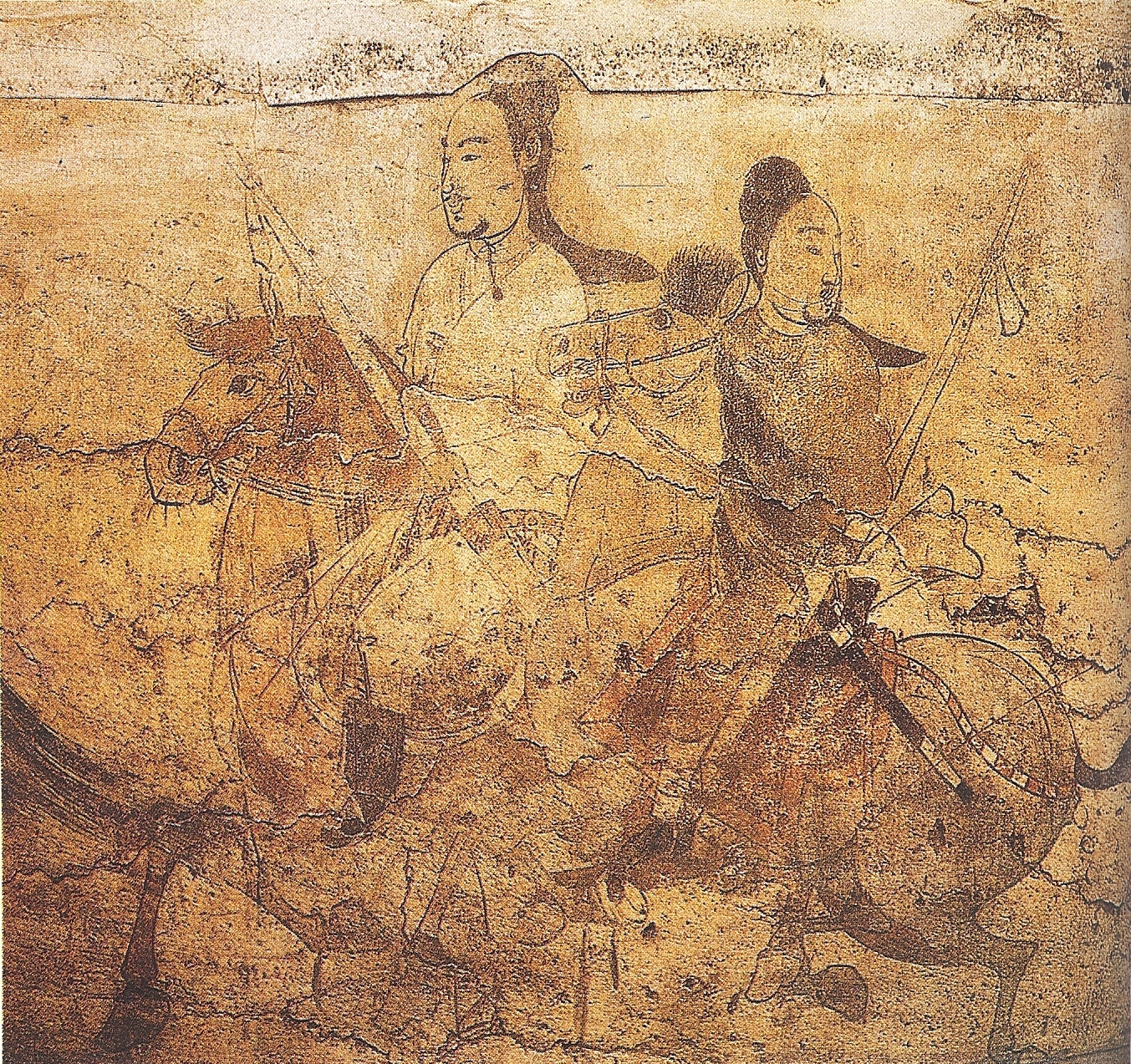
Una escena de dos jinetes a caballo de una pintura mural en la tumba de Lou Rui en Taiyuan, Shanxi, dinastía Qi del Norte (550-577 d. C.)

A los Jin les sucedieron una serie de dinastías de corta duración: Liu Song (420-479), Qi del Sur (479-502), Liang (502-557) y Chen (557-589). Como todas estas dinastías tenían su capital en Jiankang, excepto Liang, a veces se las agrupa junto con Wu Oriental y Jin Oriental como las Seis Dinastías. Los gobernantes de estas dinastías de corta duración eran generales que tomaron y luego mantuvieron el poder durante varias décadas, pero no fueron capaces de pasar con seguridad el poder del gobierno a sus herederos para continuar su dinastía con éxito. El emperador Wu de Liang (502-549) fue el gobernante más notable de su época, siendo un mecenas de las artes y del budismo.
Tras el fracaso de los esfuerzos de los Liu Song por formar una alianza con los Rouran, Goguryeo, Tuyuhun y potencias locales menores para derrotar a los Wei del Norte, el Norte y el Sur se vieron obligados a reconocer tácitamente su igualdad de condiciones, por ejemplo, concediéndose mutuamente los más altos cargos como enviados más estimados. Como atestiguan el Wei Shu y el Song Shu, se pasó de una retórica imperial que denunciaba al otro bando como bárbaros ilegítimos, a una nueva concepción que se refería a los dos como paralelos distintos del Norte y del Sur, que utilizaban costumbres locales únicas para distinguirse y competir por la legitimidad.
Bajo el posterior liderazgo menguante de la dinastía Chen, los chinos del sur fueron incapaces de resistir el poder militar amasado en el norte por Yang Jian, que se declaró Emperador Wen de Sui e invadió el sur.
Las dinastías del sur, a excepción de la última dinastía Chen, estuvieron fuertemente dominadas por los shijia, las grandes familias, que monopolizaron el poder político hasta mediados del siglo VI. Esta clase fue creada por Cao Cao durante el final de la dinastía Han, cuando intentó consolidar su poder mediante la creación de una casta militar endogámica de soldados profesionales. Esto provocó el ascenso y la usurpación de la familia Sima, que gobernó la dinastía Jin, y los líderes posteriores fueron igualmente incapaces de alinear a las otras grandes familias. Cuando la dinastía Jin huyó hacia el sur, la debilidad del gobierno central se agravó enormemente, y las grandes familias que acompañaron al emperador en su huida, junto con los clanes más ricos de los primeros colonos de la costa de Zhejiang, fueron el principal poder de los Jin orientales. Con el aumento de la importancia de demostrar el propio linaje para recibir privilegios, se incrementó la recopilación de registros genealógicos, y las grandes familias pasaron a prohibir legalmente los matrimonios mixtos con familias comunes. Los emigrantes norteños de clase baja se vieron obligados a convertirse en "huéspedes" (dependientes) de las grandes familias, que establecieron cuerpos de guardia privados. Cuando los Jin orientales intentaron reclutar a los dependientes de las grandes familias, fueron rápidamente derrocados.
Sin embargo, con la caída de los Jin orientales en el año 420, el equilibrio de poder cambió a favor del gobierno central. Las siguientes dinastías Liu Song, Qi, Liang y Chen fueron gobernadas por líderes militares de baja condición social. Poco a poco fueron despojando a los poderosos clanes del poder militar, la autoridad y la riqueza. Colocaron ejércitos regionales en todo el país bajo el mando de los parientes imperiales y reclutaron oficiales de origen humilde. Nombraron a funcionarios de bajo nivel para controlar a las poderosas élites en los puestos más altos del gobierno. La aristocracia del sur decayó con el auge del comercio en el océano Índico a mediados del siglo V, lo que hizo que los ingresos de la corte se destinaran al comercio y que la casta desapareciera en la dinastía Chen. Como los aristócratas terratenientes eran incapaces de convertir en dinero el producto de sus fincas, el resurgimiento del comercio y de la economía basada en el dinero les obligó a separarse y vender sus tierras a la floreciente clase mercantil. Los comerciantes influyentes ocuparon cada vez más cargos políticos, desplazando a los antiguos aristócratas. Por otra parte, la evolución económica también llevó a los campesinos, incapaces de hacer frente a la inflación o de pagar los impuestos en metálico, a convertirse en soldados mercenarios, que vagaban por el país vendiendo sus servicios a los príncipes guerreros y saqueando a la población. Estos disturbios devastaron el sur, lo que facilitó la caída del mismo en manos de la dinastía Sui.

### Liu Song (420-479)
El fundador de Liu Song Liu Yu fue originalmente un líder del Ejército de la Guarnición del Norte (en chino tradicional, 北府軍) que ganó notablemente la Batalla del Río Fei en el 383. En el 404, ayudó a reprimir la rebelión de Huan Xuan, lo que le llevó a dominar la corte de Jin Oriental. Con el fin de ganar popularidad para ocupar el trono, dirigió las expediciones de expediciones contra los Dieciséis Reinos, capturando Shandong, Henan y, brevemente, Guanzhong en el año 416. Renunció a Guanzhong para intentar hacerse con el trono. Como creía en una prophecy que decía que habría un emperador más después del Emperador An, depuso al primero y, poco después, a su sustituto, el Emperador Gong en el 420, poniendo fin a la dinastía Jin Oriental.
Incluso después de coronarse emperador Wu, Liu Yu siguió siendo frugal. Sin embargo, no se preocupaba por la educación y confiaba en la gente desagradable. Consideraba que la nobleza tenía demasiado poder, por lo que tendía a nombrar a las clases bajas para los puestos de gobierno y daba poder militar a los parientes imperiales. Irónicamente, debido a que los parientes imperiales estabilizaron su poder militar y deseaban ganar poder político, el emperador Wu temía que tuvieran pensamientos de usurpar el trono. Por ello, también mataba con frecuencia a sus parientes.
Tras la muerte del emperador Wu, su hijo Emperador Shao gobernó brevemente antes de ser juzgado incompetente y asesinado por los funcionarios del gobierno dirigidos por Xu Xianzhi, sustituyéndolo por el Emperador Wen, un hijo diferente, que pronto mató a los funcionarios que le apoyaban. El reinado del emperador Wen fue un período de relativa estabilidad política debido a su frugalidad y buen gobierno; el período fue llamado el Reinado de Yuanjia (en chino, 元嘉之治).
En 430, el emperador Wen inició una serie de expediciones al norte contra Wei del Norte. Éstas fueron ineficaces debido a los insuficientes preparativos y a la excesiva microgestión de sus generales, lo que debilitó cada vez más a la dinastía. Debido a sus celos por Tan Daoji, un destacado líder del Ejército de la Guarnición del Norte, se privó de un formidable general para gran deleite de los Wei del Norte. Así, no pudieron sacar provecho cuando Wei del Norte sufrió el Incidente de Wuqi. A partir del año 445, Wei del Norte, aprovechando la debilidad de Liu Song, realizó importantes incursiones en las tierras situadas entre el Yangtze y el Huai (las actuales Shandong, Hebei y Henan) y devastó seis provincias. El emperador Wen se lamentó de que si Tan siguiera vivo, habría impedido los avances de Wei del Norte. A partir de entonces, Liu Song quedó debilitado.
El emperador Wen fue asesinado por el príncipe heredero Shao y el segundo príncipe Jun en el año 453, después de haber planeado castigarlos por brujería. Sin embargo, ambos fueron derrotados por el Tercer Príncipe Jun, que se convirtió en el Emperador Xiaowu. demostró ser licencioso y cruel, supuestamente cometiendo incesto con las hijas de un tío que le había ayudado a conseguir el trono; sus rivales también afirmaron que había tenido incesto con su madre. Esto provocó dos rebeliones del clan imperial, en una de las cuales masacró a los habitantes de Guangling. La siguiente balada da una idea de aquellos tiempos:
遙望建康城， Mirando hacia la ciudad de Jiankang
小江逆流縈， el pequeño río fluye contra la corriente
前見子殺父， al frente, se ve a los hijos matando a los padres
後見弟殺兄。 y detrás, se ve a los hermanos menores matando a los mayores 
El emperador Xiaowu murió de forma natural en el año 464 y le sucedió su hijo, que se convirtió en Emperador Qianfei. El emperador Qianfei demostró ser similar a su padre, participando en matanzas de parientes e incesto. En un movimiento escandaloso, porque su hermana se quejaba de lo injusto que era que los hombres tuvieran 10.000 concubinas, le dio 30 jóvenes guapos como amantes. Su tío Liu Yu, el Príncipe de Xiangdong, al que llamaba "Príncipe de los Cerdos" por su obesidad, acabó asesinándolo y se convirtió en el Emperador Ming.
El emperador Ming comenzó su reinado matando a todos los descendientes del emperador Xiaowu, y su carácter desconfiado provocó la pérdida de las provincias al norte del río Huai, que sólo se recuperaron brevemente en las otras dinastías del Sur. El joven hijo del emperador Ming se convirtió en el Emperador Houfei. La situación política era inestable. El general Xiao Daocheng fue ganando poder poco a poco y finalmente depuso al emperador Houfei en favor de su hermano, que se convirtió en el Emperador Shun. Tras derrotar al general rival Shen Youzhi, Xiao obligó al emperador Shun a ceder el trono y se coronó a sí mismo como emperador Gao de Qi del Sur, poniendo así fin a la dinastía Liu Song.

### Qi del Sur (479-502)
Aunque lejanamente relacionados, los Qi del Sur y la siguiente dinastía Liang eran miembros de la familia Xiao (蕭) de Lanling (蘭陵, en el moderno Condado de Cangshan, Shandong). Debido a que el emperador Gao tenía una posición social baja, se ganó el desprecio de la nobleza. Su estilo de gobierno era similar al de los inicios de la dinastía Liu Song y era muy económico. Murió en el cuarto año de su reinado y su heredero, que era sólo 13 años más joven que él, le sucedió como Emperador Wu de Qi del Sur. El emperador Wu hizo la paz con los Wei del Norte, contentándose con proteger sus fronteras. Este periodo de paz fue conocido como Administración de Yongming (永明之治). También utilizó a los secretarios del gobierno (典簽官) nombrados con los gobernadores provinciales y los miembros del clan imperial para que los supervisaran.
Los cortos reinados de los nietos del emperador Wu, Xiao Zhaoye y Xiao Zhaowen (su primer hijo falleció antes que él), fueron dominados por Xiao Luan, primo hermano del emperador Wu. Los mató a su vez y se coronó como Emperador Ming del Sur de Qi. Utilizando a los secretarios del gobierno, masacró a todos los hijos de los emperadores Gao y Wu. El emperador Ming pronto se puso muy enfermo y empezó a seguir el taoísmo, cambiando todo su vestuario al rojo. También promulgó un edicto que obligaba a los funcionarios a buscar cebo blanco (銀魚). Murió en el año 498 y le sucedió su hijo Xiao Baojuan, que mató a altos funcionarios y gobernadores a su antojo, lo que provocó muchas revueltas. La revuelta final en el 501 comenzó después de que Xiao Baojuan matara a su primer ministro Xiao Yi, lo que llevó a su hermano Xiao Yan a rebelarse bajo la bandera del hermano de Xiao Baojuan, que fue declarado emperador He de Qi del Sur. Xiao Baojuan fue asesinado por uno de sus generales durante el asedio de su capital en Jiankang, y tras un breve reinado títere del emperador He, Xiao Yan derrocó a los Qi del Sur y estableció la dinastía Liang.

### Liang (502-557)

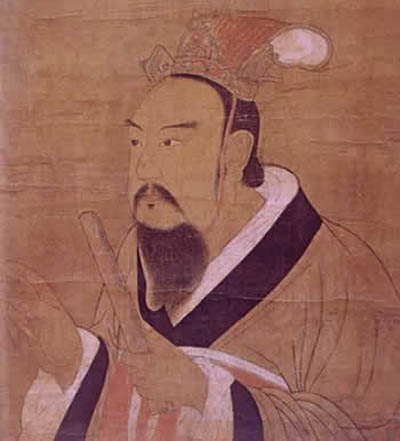
Retrato del Emperador Wu de Liang

El emperador Wu era económico, se esforzaba por gobernar y se preocupaba por la gente común. Su primer reinado fue conocido como Reinado de Tianjian (天監之治). La fuerza militar de la dinastía Liang superó gradualmente la fuerza de la Wei del Norte, que sufrió luchas internas debido a su política de sinicización. En el año 503, los Wei del Norte invadieron pero fueron derrotados en Zhongli (la actual Bengbu). El emperador Wu apoyó las expediciones del norte pero no aprovechó agresivamente su victoria en 516 en el Shouyang debido a las numerosas bajas. Dada la excesiva matanza de parientes en las dinastías Liu Song y Qi del Sur, el emperador Wu era muy indulgente con los miembros del clan imperial, ni siquiera los investigaba cuando cometían delitos. Como era muy culto, apoyaba a los eruditos y fomentaba el floreciente sistema educativo, la dinastía Liang alcanzó su máximo nivel cultural. Como ávido poeta, el emperador Wu era aficionado a reunir muchos talentos literarios en la corte, e incluso celebraba concursos de poesía con premios de oro o seda para los considerados mejores.
Sin embargo, en sus últimos años le rodearon aduladores. En tres ocasiones dedicó su vida (捨身) al budismo y trató de hacerse monje, pero cada vez fue persuadido de volver mediante extravagantes donaciones de la corte al budismo. Además, como los budistas y daoístas estaban exentos de impuestos, casi la mitad de la población se autodenominaba fraudulentamente como tal, lo que perjudicaba gravemente las finanzas del Estado. Los clanes y funcionarios imperiales también eran codiciosos y derrochadores.
El emperador Wu estaba dispuesto a aceptar a los generales que desertaban de Wei del Norte.  Así, cuando Wei del Norte sufrió importantes revueltas en sus ciudades de guarnición del norte, envió a su general Chen Qingzhi a apoyar al pretendiente Yuan Hao. A pesar de que Chen sólo disponía de 7.000 soldados, consiguió derrotar a un ejército tras otro e incluso capturó Luoyang, la capital de Wei del Norte. Al final, Chen no estaba suficientemente abastecido y fue derrotado por tropas diez veces mayores que él. Después de que Wei del Norte se dividiera en Wei del Este y del Oeste, el emperador Wu concedió asilo al comandante rebelde de Wei del Este Hou Jing, enviándolo en expediciones al Norte contra Wei del Este. Tras algunos éxitos iniciales, las fuerzas de Liang fueron derrotadas de forma contundente. Se rumoreó que el emperador Wu pretendía entregar a Hou como ofrenda de paz. A pesar de las garantías del emperador Wu, Hou decidió rebelarse en nombre de Xiao Dong, el nieto del antiguo príncipe heredero Xiao Tong que murió en 531 y fue destituido de príncipe heredero por conflictos con su padre. Hou sorprendió al emperador Liang asediando la capital de Liang en Jiankang. Los intentos de las fuerzas de Liang por romper el asedio fracasaron y el emperador Wu se vio obligado a negociar un alto el fuego y la paz. Sin embargo, Hou pensó que la paz era insostenible, por lo que rompió el alto el fuego y capturó el palacio, provocando la matanza de la población cercana. El emperador Wu murió de hambre y, tras los breves reinados títeres del príncipe heredero Xiao Gang y Xiao Dong, Hou tomó el poder y estableció la dinastía Han.
A pesar de haber conquistado Jiankang, Hou sólo controlaba esencialmente las zonas cercanas. El resto de las tierras de la dinastía Liang estaban bajo el control de los miembros del clan imperial. Sus disputas entre ellos debilitaron sus esfuerzos para derrotar a Hou. Al final, Xiao Yi con la ayuda de sus generales Wang Sengbian y Chen Baxian derrotó a Hou, coronándose como Emperador Yuan de Liang. Su hermano Xiao Ji con base en Sichuan seguía siendo una gran amenaza. El emperador Yuan pidió ayuda a Wei Occidental para derrotar a Xiao Ji, pero después de someter a Xiao Ji, se quedaron con Sichuan. Debido a un paso en falso diplomático, incitó la ira de Yuwen Tai, el principal general de Wei Occidental, lo que provocó que fuera depuesto y muriera. Wei Occidental creó el estado títere de Liang Occidental con capital en Jiangling. El norte de Qi también tenía intenciones de ocupar el trono de Liang y envió una expedición bajo la bandera de un primo del emperador Yuan. Chen Baxian y Wang Sengbian establecieron al último hijo superviviente del emperador Yuan, el Xiao Fangzhi, como gobernante de Liang, pero no se le dio el título imperial. Después de algunas derrotas ante las fuerzas de Qi del Norte, Wang Sengbian permitió que su pretendiente, Xiao Yuanming se estableciera como emperador Min de Liang. Sin embargo, Chen Baxian estaba descontento con los acuerdos, y en un movimiento sorpresa mató a Wang y depuso al emperador Min en favor de Xiao Fangzhi, que se convirtió en el emperador Jing de Liang. Después de un corto reinado, Chen depuso al emperador Jing y tomó el poder él mismo como emperador Wu de Chen en 557.

### Chen (557-589)

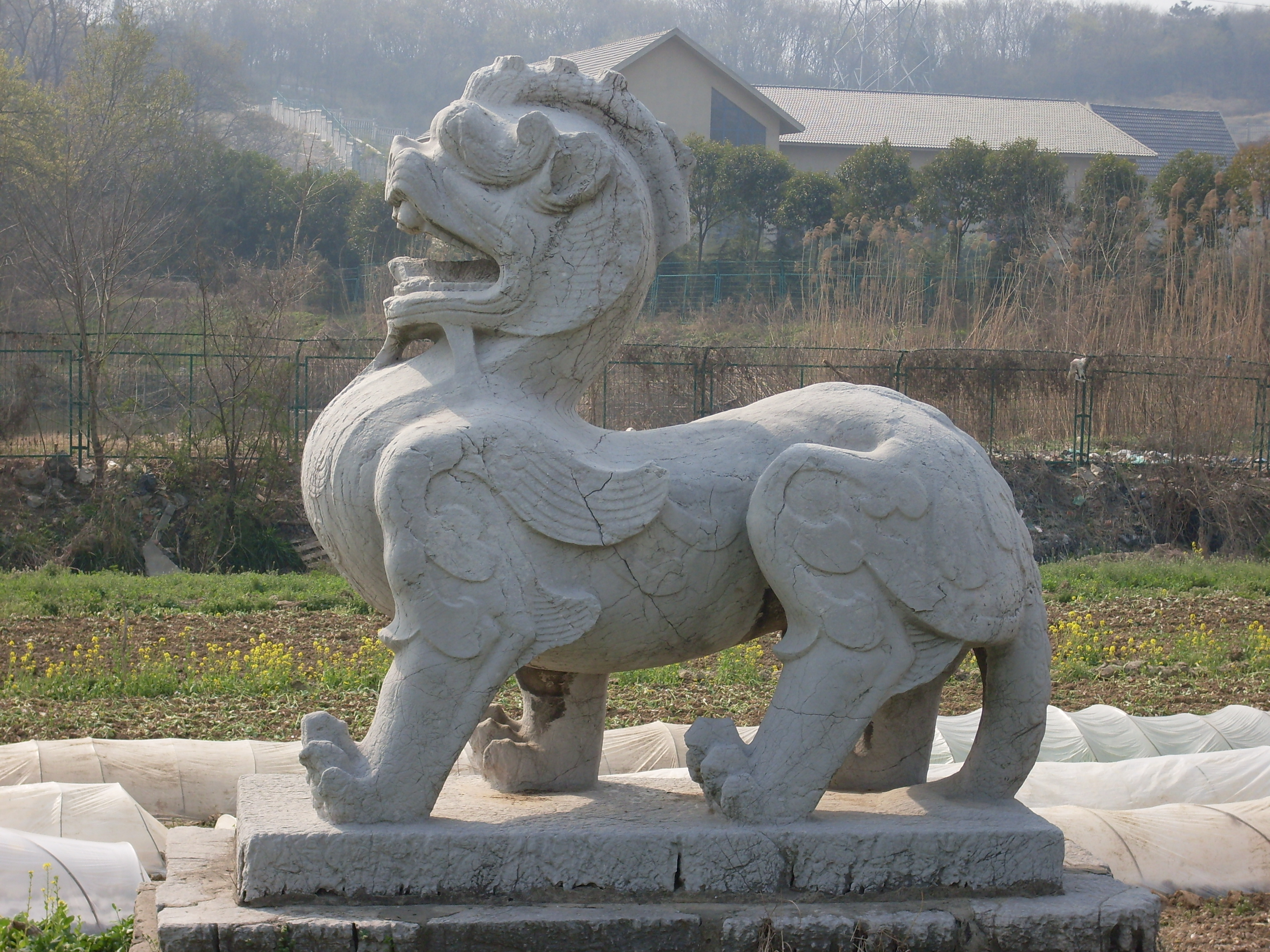
Una de las dos estatuas pixiu de la tumba Yongning del Emperador Wen de Chen (r. 559-566 d. C.), Dinastía Chen, distrito de Qixia, Nanjing.

El emperador Wu de Chen procedía de la región de Wu (una región cercana a la actual Shanghái). En aquella época, debido a la rebelión de Hou Jing, los clanes Qiao y Wu estaban muy debilitados y surgieron muchos regímenes independientes. El emperador Wu no pudo pacificar todos los regímenes independientes, por lo que adoptó medidas conciliadoras. Tras la repentina muerte del emperador Wu, su sobrino Chen Qian tomó el poder como emperador Wen de Chen. Tras la caída de Liang, el general Wang Lin había establecido un reino independiente con sede en las actuales provincias de Hunan y Hubei y ahora empezaba a causar problemas. Wang Lin se alió con Zhou del Norte y Qi del Norte para conquistar la capital Chen en Jiankang. El emperador Wen derrotó primero a las fuerzas combinadas de Qi del Norte y Wang Lin antes de impedir que las fuerzas de Zhou del Norte entraran en el sur en Yueyang. Además, gracias a los amplios esfuerzos del emperador Wen por el buen gobierno, la situación económica del Sur mejoró considerablemente, restaurando la fuerza nacional de su reino.
Tras la muerte del emperador Wen, su hijo, el pusilánime Chen Bozong, tomó el poder y se convirtió en el emperador Fei de Chen. Su tío, Chen Xu, después de controlar esencialmente el país durante su corto reinado, finalmente lo depuso y tomó el poder como Emperador Xuan de Chen. En ese momento, los Zhou del Norte pretendían conquistar el norte de Qi y por ello invitaron a la dinastía Chen a ayudar. El emperador Xuan aceptó ayudar porque quería recuperar los territorios perdidos al sur del río Huai. En el año 573, envió al general Wu Mingche para ayudar en el esfuerzo; en dos años, consiguió recuperar los territorios perdidos al sur del río Huai. En ese momento, Qi del Norte se encontraba en una situación precaria, con poca fuerza militar, y el emperador Xuan podría haber aprovechado la oportunidad para derrotar por completo a Qi del Norte. Sin embargo, sólo quería proteger sus territorios al sur del río Huai. En cambio, Zhou del Norte se aprovechó de la debilidad de Qi del Norte y tras su derrota de Qi del Norte, en 577, envió tropas a los territorios al sur del río Huai, donde derrotó decisivamente a las fuerzas de la dinastía Chen. La dinastía Chen estaba en peligro inminente.
En un golpe de fortuna, el emperador Wu de Zhou del Norte murió repentinamente y su general Yang Jian intentó ocupar el trono. Esto detuvo el avance hacia el sur de las Tropas del Norte. Sin embargo, el respiro fue breve, ya que después de que Yang Jian derrotara a su rival, el general Yuchi Jiong, usurpó el trono del emperador Jing de Zhou del Norte y estableció la dinastía Sui, coronándose a sí mismo como emperador Wen de Sui. Procedió a invadir el sur para reunificar China. El emperador Xuan acababa de morir y su incompetente hijo Chen Shubao (Houzhu de Chen) tomó el poder. Era licencioso y despilfarrador, lo que provocó el caos y la corrupción en el gobierno; muchos funcionarios explotaban fuertemente al pueblo, causando gran sufrimiento. Al planificar las tácticas para derrotar a la dinastía Chen, el emperador Wen de Sui siguió la sugerencia de su general Gao Jiong y esperó a que los sureños estuvieran recogiendo sus cosechas para quemar por completo las tierras de cultivo, lo que mermó la fuerza de la dinastía Chen. En el año 588, el emperador Wen de Sui envió a su hijo Yang Guang (que se convertiría en el emperador Yang de Sui) para derrotar finalmente a la dinastía Chen. Chen Shubao se apoyó en la barrera natural del río Yangtze y continuó como siempre con sus actividades festivas y licenciosas. Al año siguiente, las fuerzas Sui capturaron la capital Chen de Jiankang. Chen Shubao y su concubina favorita Zhang Lihua intentaron esconderse en un pozo pero finalmente fueron capturados por las fuerzas Sui, acabando así con la dinastía Chen.